# Heptathlon aux championnats du monde d'athlétisme 1993
Navigation
Tokyo 1991 Göteborg 1995
Le concours de l'heptathlon des championnats du monde d'athlétisme 1993 s'est déroulé les 16 et 17 août 1993 au  Gottlieb Daimler Stadion de Stuttgart, en Allemagne. Il est remporté par l'Américaine Jackie Joyner-Kersee.

## Résultats
| Rang               | Athlète                      | Pays              | Performance |
| ------------------ | ---------------------------- | ----------------- | ----------- |
| Médaille d'or      | Jackie Joyner-Kersee         | États-Unis        | 6837        |
| Médaille d'argent  | Sabine Braun                 | Allemagne         | 6797        |
| Médaille de bronze | Svetlana Buraga              | Biélorussie       | 6635        |
| 4                  | Svetla Dimitrova             | Bulgarie          | 6508        |
| 5                  | Urszula Włodarczyk           | Pologne           | 6394        |
| 6                  | Kym Carter                   | États-Unis        | 6357        |
| 7                  | Jane Flemming                | Australie         | 6343        |
| 8                  | Birgit Clarius               | Allemagne         | 6341        |
| 9                  | Taisia Dobrovitskaya         | Biélorussie       | 6290        |
| 10                 | Tatyana Zhuravlyova          | Russie            | 6215        |
| 11                 | Rita Ináncsi                 | Hongrie           | 6188        |
| 12                 | Petra Văideanu               | Roumanie          | 6105        |
| 13                 | Tina Rättyä                  | Finlande          | 6067        |
| 14                 | Nathalie Teppe               | France            | 6037        |
| 15                 | Helle Aro                    | Finlande          | 5902        |
| 16                 | Marcela Podracka             | Slovaquie         | 5902        |
| 17                 | DeDee Nathan                 | États-Unis        | 5785        |
| 18                 | Yurka Khristova              | Bulgarie          | 5726        |
| 19                 | Beatrice Mau-Repnak          | Allemagne         | 5359        |
| 20                 | Ma Chun-Ping                 | Taipei chinois    | 5246        |
| 21                 | Marina Mihajlova-Damceska    | Macédoine du Nord | 5239        |
| 22                 | Giuliana Spada               | Italie            | 5214        |
| 23                 | Barbara Erni                 | Suisse            | 5067        |
| 24                 | Elizabeth Arteaga            | Bolivie           | 4186        |
|                    | Larisa Nikitina-Turchinskaya | Russie            | DNF         |
|                    | Tatyana Blokhina             | Russie            | DNF         |
|                    | Eunice Barber                | Sierra Leone      | DNF         |
|                    | Catherine Bond-Mills         | Canada            | DNF         |
|                    | Veronique Boyer              | Tahiti            | DNF         |
|                    | Manuela Marxer               | Liechtenstein     | DNF         |
|                    | Anzhela Atroshchenko         | Biélorussie       | DNF         |
|                    | Ghada Shouaa                 | Syrie             | DNF         |
|                    | Maria Kamrowska              | Pologne           | DNF         |
|                    | Clova Court                  | Royaume-Uni       | DNF         |

## Légende
Records et Performances
- AR : Record continental (area record)
- CR : Record des championnats (championship record)
- MR : Record du meeting (meet record)
- NR : Record national (national record)
- OR : Record olympique (olympic record)
- PR : Record paralympique (paralympic record)
- PB : Record personnel (personal best)
- SB : Meilleure performance personnelle de la saison (season's best)
- WL : Meilleure performance mondiale de l'année (world leader)
- WJR : Record du monde junior (world junior record)
- WR : Record du monde (world record)

Circonstances et Conditions
- DNF : N'a pas terminé (did not finish)
- DNS : N'a pas pris le départ (did not start)
- DQ : Disqualification (disqualification)
- NM : Aucun essai valable enregistré (No Mark)
- Q : Qualifié « directement » au prochain tour (ou à la prochaine compétition), lors d'une compétition majeure, grâce au classement ou à la réalisation des minima (automatic qualifier)
- q : Qualifié au prochain tour (ou à la prochaine compétition), lors d'une compétition majeure, grâce au repêchage ou à la réalisation de l'une des meilleures performances parmi celles des « non qualifiés directement » (grâce au meilleur temps ou à la meilleure distance par exemple) (secondary qualifier)